# 보육원

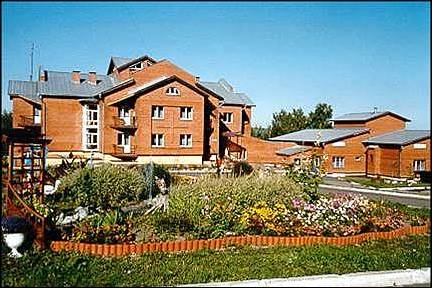
러시아 노보시비르스크의 보육원

보육원(保育院)은 사적인 양육자가 부재한 미성년자에게 공적인 양육자가 되어주는 기관이다. 아동은 성인이 될 때까지 보육원에서 성장한다. 아동들 중에는 입양 절차를 통해 사적인 양육자를 갖게 되기도 한다. 정부가 육아의 주체가 되는 '공공 육아'가 세계적 추세가 되는 상황에서 24시간 운영하는 어린이집과 개념상 다르지 않다. 또 기숙사와도 개념이 통한다. 이전에는 고아원(孤兒院)이라고 불렸으나, 아이들의 사생활과 외부 인식 개선을 위해서 현재는 보육원으로 바뀌고 있다.

## 역사
보육원은 그리스 로마 시대부터 있었고 중세에는 교회, 사원, 길드, 자선단체 등에서 설치하여 운영하였다. 현대적 의미의 최초의 보육원은 1698년 아우구스트 헤르만 프랑케가 할레에 설립한 것으로 독일 각지에 보육원의 개설을 촉진시켰다. 18세기 요한 하인리히 페스탈로치가 실시한 고아 교육 사업은 전 유럽의 주목을 끌었다.

## 한국의 보육원
고려시대에 고아를 사원에 집단적으로 수용하여 보호하던 예가 있고, 조선시대의 현종·숙종·영조·정조 때에는 국가적으로 고아 사업을 실시하였다. 현대적 의미의 보육원은 1888년 프랑스 교회가 명동에 설치·운영한 천주교 보육원을 들 수 있다.
대한민국의 아동복지법에 의하면 0세부터 5세 이하의 아이를 수용하는 시설은 '영아원'이고, 6세부터 18세까지의 아이를 수용하는 시설은 '육아원'이다. 개정된 법에 의해 2014년 현재 모든 보육원이 0세부터 18세까지의 아동을 보호한다.
보육원은 아동복지법에 따른 아동복지시설 중 아동양육시설에 해당되며, 유사한 아동복지시설로 아동보호치료시설, 일시보호시설, 공동생활가정 등이 있다.
최초의 현대적인 보육원은 구한말인 1885년 언더우드 선교사가 서울 정동에 설립한 언더우드학당이라고 기록되어 있으며, 천주교에서는 1888년 한양 명동에 있는 명동성당에서 천주교 고아원을 통해 아이들을 수용했다. 일제강점기 때는 고아원이 대거 설치된 적이 있었고, 해방 이후에는 미국인 전문가와 선교사들의 도움과 위탁으로 고아사업이 발전되었고 6.25 전쟁으로 전쟁 고아가 증가하면서 고아원 증축사업이 진행되었다.

## 영아원
- 의정부영아원 기아/학대아동, 미혼부모, 한부모아동 등 특수한 사정으로 가정에서 양육할 수 없는 아동을 행복한 사회구성원으로 성장할 수 있도록 보호, 양육하는 아동복지 전문기관이다.
- 이화영아원 특별한 사정으로 부모와 가정에서 보호받지 못하는 영아에게 적절한 시기에 친부모나 양부모를 찾아 가정으로 돌아갈 수 있도록 보호하는 사회복지시설이다.

## 보육원을 소재로 한 작품
- 올리버 트위스트
- 빨간 머리 앤
- 키다리 아저씨
- 캔디 캔디

## 같이 보기
- 가정위탁
- 입양
- 어린이집
- 유치원